# Acta Biologica Venezuelica
Acta Biologica Venezuelica es una revista venezolana publicada por el Instituto de Zoología y Ecología Tropical (IZET). La revista circula desde el año de 1951, tiene como objetivo la publicación de estudios Zoología, Botánica, Ecología, otorgándole prioridad descripciones de nuevas especies y fauna venezolana.
La revista se edita semestralmente y presenta una distribución nacional e internacional. Se publican en ella artículos en los idiomas Español y Inglés. Acta Biologica  Venezuelica esta  incluida en los índices internacionales Biological Abstracts, Aquatic Sciences and Fisheries Abstracts (ASFA),  Latindex-Catálogo, Latindex-Directorio, Literatura Latino-Americana e do Caribe em Ciências da Saúde (LILACS), Índice de Revistas Latinoamericanas en Ciencias (Periódica), Registro de Publicaciones Científicas y Tecnológicas Venezolanas (Revencyt), Zoological Record.

## Historia
La revista Acta Biologica Venezuelica tiene sus inicios en  1951 en las dependencias del Museo de Biología de la Universidad Central de Venezuela (MBUCV), habiéndole correspondido el honor de ser su primer editor al Dr. Janis Racenis. Inicialmente la revista fue impresa modo de fascículos dicha modalidad se mantuvo hasta 1968 (Volumen 6. Número1) año en el cual se instauró el sistema de revista periódica correspondiéndole en esta oportunidad la responsabilidad editorial al Dr. Carlos Machado, para es momento de cambio la revista toma un formato 1/16 y se mantendrá hasta 1982, para este momento del segundo cambio de formato la revista opta por un tamaño carta (Volumen 12. Número1) y en esta oportunidad el cambio estará bajo dirección editorial del Dr. Francisco Mago Leccia dicho formato se mantiene hasta la actualidad.

## Galería de editores de Acta Biologica Venezuelica

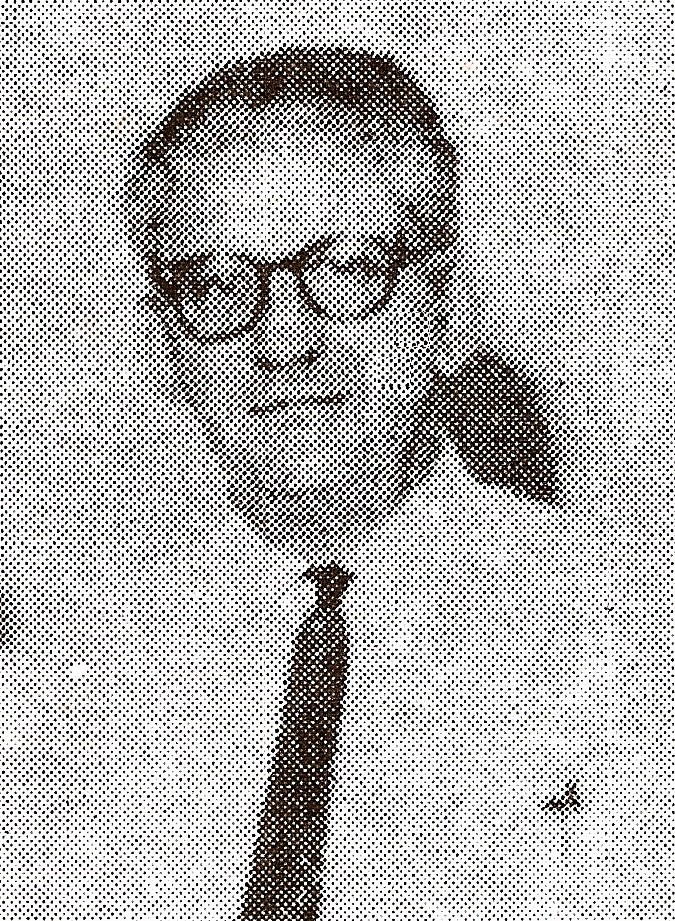
Janis Racenis. Primer editor de la revista 1951-1966 y el período 1971-1975
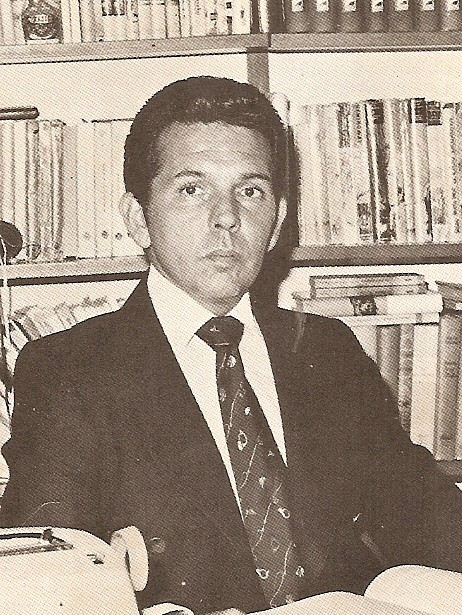
Carlos Machado Allison Editor en el período 1968-1970
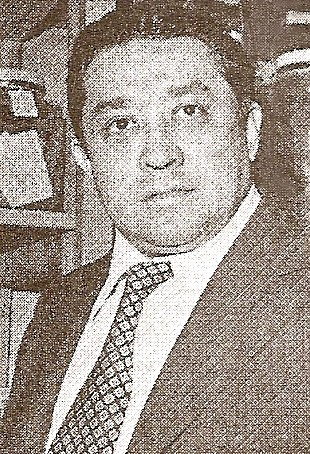
Francisco Mago Leccia Editor en el período 1976-1986